# 繁沢元貞
繁沢 元貞（はんざわ もとさだ）は、安土桃山時代から江戸時代前期にかけての武将。毛利氏の家臣。父は吉川元春の次男・繁沢元氏。

## 生涯
文禄4年（1595年）、吉川元春の次男である繁沢元氏の次男として生まれる。元和7年（1621年）、毛利秀就より、監物の官途名を与えられた。
朝倉元息（兵庫）が跡継ぎのいないまま死去したため、家臣・上田秋宣の願い出によって元貞は朝倉家を相続した。しかし、事情により元貞は浪人となったため、朝倉氏は断絶となった。
その後、歳の離れた兄・元景によって証人として江戸へ遣わされ、数年間を江戸で過ごした。また、500石の知行を与えられて別家を起こしたが、寛永4年（1627年）7月8日に33歳で死去した。益田元尭の次男・就充が元貞の娘・松と婚姻し、婿養子として後を継いだ。